# Antonio Damato
Antonio Damato (Barletta, 15 agosto 1972) è un ex arbitro di calcio e dirigente arbitrale italiano.

## Carriera

### Arbitro
Ha fatto parte degli arbitri a disposizione della Commissione Arbitri Nazionale di Serie A fino al 30 giugno 2018. Vive e lavora a Barletta dove è avvocato, ed alla cui sezione AIA appartiene.
Arbitra per 5 anni in Serie C, categoria in cui ha collezionato ben 70 presenze (relativamente alla serie C1), comprese due finali dei play-off nel 2006 (Genoa-Monza e Grosseto-Frosinone) ed a cui si deve aggiungere una finale dei play-off di serie C2 nel 2005.
Nel 2006 viene promosso alla CAN A-B per decisione dell'allora designatore Claudio Pieri. Dopo alcune rilevanti partite in serie B, ha esordito in serie A il 10 dicembre 2006 nella partita Catania-Udinese (1-0).
Vanta anche la partecipazione, assieme al collega Denis Salati, al torneo internazionale per club "Manchester Cup 2005", organizzato dalla Nike e dal Manchester United, svoltosi ad Hong Kong nel luglio 2005. Nel 2007 è stato uno dei tre arbitri designati per il trofeo Tim: i tre arbitri erano Domenico Celi, Damato e Gervasoni (secondo anno in C.A.N., risultati i migliori esordienti del precedente campionato, al pari del veneto Daniele Orsato).
Nel 2009 bissa la sua partecipazione al trofeo Tim insieme a Paolo Valeri e Russo.
Nel 2011 viene ancora designato arbitro per il trofeo insieme ad Antonio Giannoccaro.
Al termine della stagione sportiva 2017-2018 ha diretto 193 partite in serie A, tra cui "classiche" del campionato come Juventus-Milan e Inter-Juventus della stagione 2009-2010, Milan-Roma della stagione 2010-2011, Roma-Milan della stagione 2011-2012, l'andata dello spareggio-promozione di serie B del 2010 tra Torino e Brescia, il derby di Milano del campionato 2015-2016.
Dal 1º gennaio 2010 è arbitro internazionale insieme a Daniele Orsato.
Il 3 luglio 2010, con la scissione della C.A.N. A-B in C.A.N. A e C.A.N. B, viene inserito nell'organico della C.A.N. A.
In campo internazionale, nell'ottobre 2010 fa il suo esordio in una sfida tra nazionali maggiori, dirigendo Grecia-Lettonia, gara valida per le qualificazioni ad Euro 2012.
Nel luglio 2013 ha rappresentato la classe arbitrale italiana alla 27ª edizione delle Universiadi in programma a Kazan' (Russia). Nella circostanza, si è distinto per aver ricevuto ben quattro designazioni in 11 giorni: due partite della fase a gironi (Irlanda-Russia 2-1 e Brasile-Canada 1-1); un quarto di finale (Gran Bretagna-Ucraina 1-0) e la finalissima per la medaglia d'oro tra le selezioni di Francia e Gran Bretagna: la vittoria è arrisa ai transalpini per 3 a 2 dopo i tempi supplementari.
Il 15 febbraio 2014 per la 24ª giornata del Campionato di Serie A dirige Fiorentina - Inter rendendosi protagonista di un arbitraggio che scatena non poche polemiche.
Il 4 settembre 2014 è designato dalla Commissione arbitrale FIFA come quarto uomo nella terna russa alla quale è stata affidata la direzione dell'amichevole internazionale Italia-Paesi Bassi, allo Stadio San Nicola di Bari.
La stagione internazionale 2015-2016 lo vede già impegnato il 16 luglio 2015 dirigendo la gara d'andata del secondo turno qualificativo di Europa League tra il PFC Beroe Stara Zagora (Bulgaria) e il Brondby IF (Danimarca).
Nel marzo del 2016 è selezionato ufficialmente come arbitro di porta in vista dell'Europeo 2016, nella squadra arbitrale diretta da Rizzoli.
Il 23 dicembre 2016 dirige per la prima volta in carriera la finale di Supercoppa Italiana, disputatasi nell'occasione tra Juventus e Milan a Doha in Qatar presso lo stadio Jassim Bin Hamad. Con lui, gli assistenti Riccardo Di Fiore e Alessandro Giallatini, gli addizionali Paolo Valeri e Carmine Russo, e il quarto ufficiale Marco Barbirati.
Dal 1º gennaio 2017 non figura più tra gli arbitri internazionali, venendo avvicendato dall'AIA per scelta tecnica, in favore del pistoiese Massimiliano Irrati.

Il 1º luglio 2017 viene derogato per continuare ad arbitrare in CAN A anche nella stagione 2017-2018.
Il 9 maggio 2018 viene designato per la finale di Coppa Italia in programma all'Olimpico tra Juventus e Milan.
Il 30 giugno 2018 viene resa nota la sua dismissione dalla CAN A per raggiunti limiti di età.

### Dirigente
Il 3 luglio 2018 viene nominato componente nella commissione della CAN PRO con a capo Antonio Giannoccaro.
Il 6 luglio 2019 viene nominato responsabile della CAN PRO al posto di Antonio Giannoccaro nominato componente della CAN A.
Il 1º luglio 2023, viene nominato componente della CAN con a capo Gianluca Rocchi.
Nel luglio del 2024, viene nominato responsabile del Settore Tecnico Arbitrale per la stagione 2024-2025.